# Acropora khayranensis
Acropora khayranensis là một loài san hô trong họ Acroporidae. Loài này được Claereboudt mô tả khoa học năm 2006.